# ホテル椿山荘東京
ホテル椿山荘東京（ホテルちんざんそうとうきょう、Hotel Chinzanso Tokyo）は、東京都文京区関口に所在する藤田観光が運営するラグジュアリーカテゴリーの旗艦ホテル。外資系の「フォーシーズンズホテル椿山荘東京」として開業するが、リブランドに伴い2013年1月1日、「ホテル椿山荘東京」に名称を改めた。
第34回BCS賞受賞。

## 概要
藤田興業（1955年観光部門が分社され藤田観光が発足）は、1952年（昭和27年）、椿山荘に結婚式などを行う宴会場を開業する。70年代に入ると藤田観光では、椿山荘内にも宿泊施設が早晩必要であるという考えから、1978年（昭和53年）に敷地内の再開発計画に着手。1983年（昭和58年）に宴会棟が完成した後も観光企画設計社との間で、ホテル建設プランの検討が重ねられた。
そうした折、アジア進出を目論んで東京の主要ホテルを視察していたフォーシーズンズ・ホテルズのイサドア・シャープ会長が日本興業銀行（現：みずほ銀行）の池浦喜三郎会長と椿山荘で食事会を催した際、椿山荘の日本庭園を気に入り、興銀が藤田観光のメインバンクだったこともあって、二社間の交渉が始まり、両社は1988年（昭和63年）業務提携締結に至った。フォーシーズンズ側としては、東京進出にあたって地価が障害となっていた経緯があり、藤田観光側としても国際的競争力のあるホテル建設は、経営戦略上からも必要といった双方の思惑が一致し合意に達した。
両社の契約形態は、モディファイド・マネジメント・コントラクト（修正運営受託契約）と呼ばれる特殊なものだった。これは、いわばFCと運営委託の中間的な位置付けとされるもので、藤田観光が資金とスタッフを調達して日常の業務を行い、売上高に応じたロイヤルティーをフォーシーズンズに支払う。一方フォーシーズンズでは、技術援助や什器・備品調達、ホテル運営、マーケティング、従業員教育などの指導を行うだけではなく、マーケティング・宿泊・料飲の各部門に支配人クラスのスタッフを派遣して、オペレーションに関し相応の責任を持つ。つまり、藤田観光とフォーシーズンズが共同でオペレーションを行うというもので契約期間は20年だった。
1989年（平成元年）4月、藤田観光はホテル開業準備室を設置して、4月4日に地鎮祭を行い、ホテル棟の建設を開始。1992年（平成4年）1月16日、総工費約340億円を投じた「フォーシーズンズホテル椿山荘東京（FSH椿山荘）」は開業した。地上13階地下2階、客室数283室、総宿泊数600人のホテル棟は（開業時）、椿山荘の緑の庭園によく映えるよう、豪華な中にもシックで落ち着いた雰囲気を醸し出す外観をまとい、内装もヨーロピアンでクラシカルなデザインを基調に、細部まで贅を凝らした設計・施工が施された。当初は「苦戦している」とも声も聞かれたが、その後の営業努力が功を奏して、1997年（平成9年）には客室稼働率が70%を超えるところまで業績を伸ばし、1999年（平成11年）には『インスティテューショナル・インベスター』の世界ホテルランキングで日本トップの座を獲得。同年には『コンデナスト・トラベラー』でも日本の第1位にランクされた。

### ホテル椿山荘東京に
開業から20年が経過し、また、数多くの外資系ラグジュアリーホテルが台頭し、顧客のニーズが多様化している状況を踏まえ、藤田観光ではより「和」のおもてなしを前面に打ち出すことで競合ホテルとの差別化を図るため、FSH椿山荘のブランドに区切りをつけるとともに、フォーシーズンズ・ホテルズとの業務提携契約を2012年（平成24年）12月31日をもって終了。翌2013年（平成25年）1月1日、これまでのFSH椿山荘と総合宴会施設である椿山荘を統合し、「世界をもてなす、日本がある。」のコンセプトのもと、名称を「ホテル椿山荘東京」に変更した。一体後はホテル棟とバンケット棟の建物と約2万坪の林泉回遊式庭園という構成となり、英国『2014 MICE REPORT』にて日本のベストホテルに選ばれ、『ミシュランガイド東京2015』でも最高ランクの「5レッドパビリオン」の評価を得た。また2016年（平成28年）3月までの3ヵ年計画で約70億円を投じ、全客室の改装などを行った。

## 設備
- イタリア料理「イル・テアトロ」
- 日本料理「みゆき」
- 石焼料理「木春堂」
- ロビーラウンジ「ル・ジャルダン」
- メインバー「ル・マーキー」
- カジュアルダイニング「ザ・ビストロ」
- スパ・トリートメント「悠, YU THE SPA」
- 庭園

など

### オリジナルカクテル
メインバー、ロビーラウンジなどで提供しているオリジナルカクテル。
カメリア・マティーニ
レシピ - 日本酒、アブソルート・シトロン（フレーバードウォッカ）、クランベリージュース、ドランブイ、レモンジュース
日本酒を用いた「和テイスト」な赤い色のマティーニ。中心に金箔をチラシ、椿の花をイメージしている。
楊貴妃
レシピ - 桂花陳酒、ディタ・ライチ（ライチ・リキュール）、グレープフルーツジュース、ブルー・キュラソー
宝石のヒスイを思わせる翠色をしたカクテル。「傾国の美女」とも呼ばれる楊貴妃はライチを好んだとされることから、ライチ・リキュールを用いている。
ル・ジャルダン
レシピ - プルシア（プラムリキュール）、ラズール（グレープフルーツリキュール）、コニャック、レモンジュース
ル・ジャルダンはフランス語で「庭園」の意味であり、庭園の草木の茂りを思わせる緑色をしたカクテル。アルコール度数は控えめ。
ジャパニーズ・モヒート
レシピ - ナインリーヴズ・クリア、ミントの葉、カットライム、シュガーシロップ、ソーダ水
一般的なモヒートであるが、使用するラム酒に日本産ラム酒であるナインリーヴズを用いているのが特徴。